# Stockholms stift

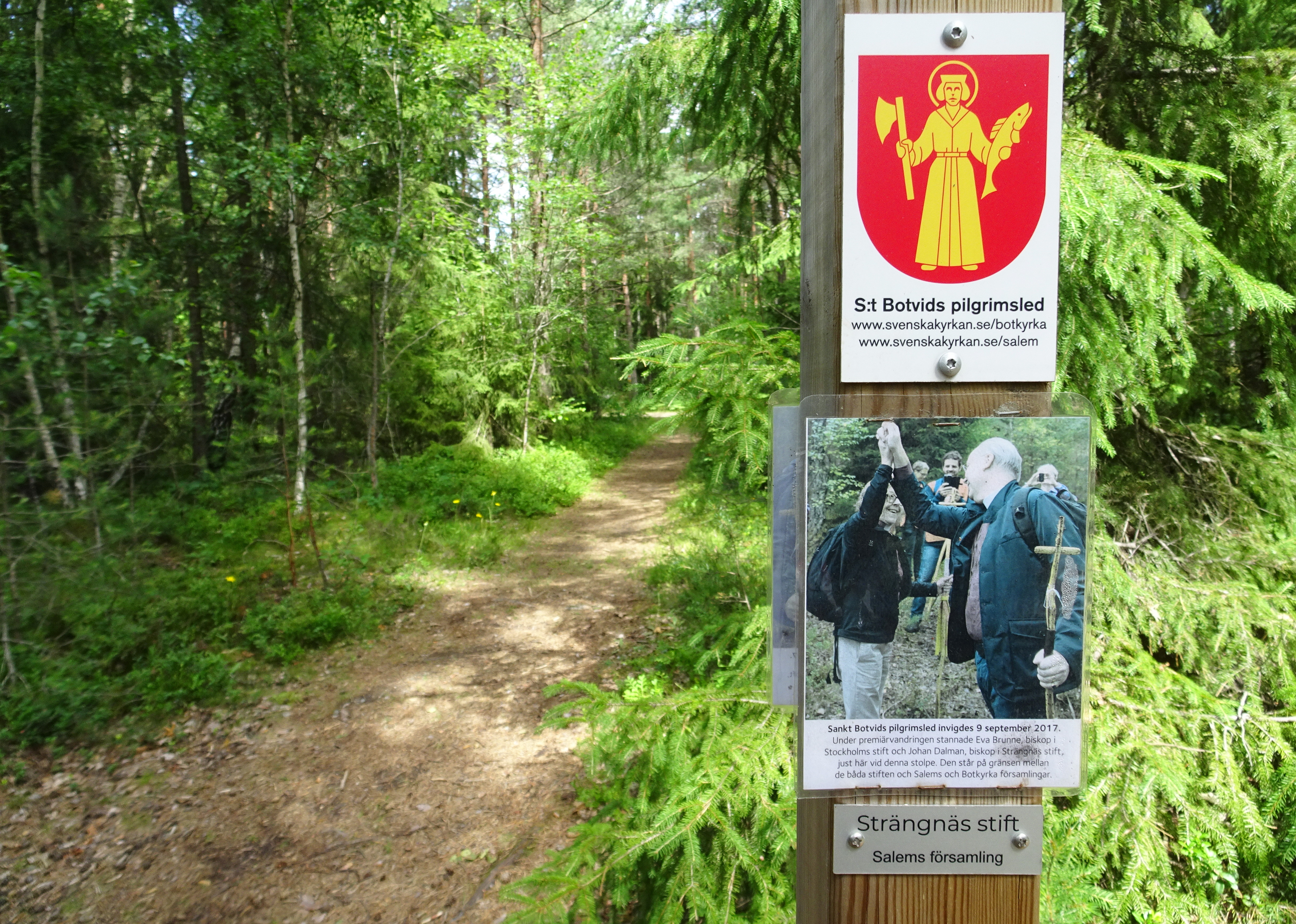
Gränsmarkering mellan Stockholms stift och Strängnäs stift på Sankt Botvids pilgrimsled med bild från invigningen 2017.

Stockholms stift (latin: Dioecesis Stockholmiensis) är ett stift inom Svenska kyrkan, bildat den 1 juli 1942. Stiftsstad är Stockholm och stiftskyrka är Storkyrkan i Gamla stan. Stiftet har 13 kontrakt, 56 pastorat och 61 församlingar (2014).
Biskop är Andreas Holmberg.

## Historia
Stockholms stads församlingar tillhörde alltsedan medeltiden och fram till 1942 Uppsala stift. När stiftet bildades omfattade det även de närliggande förortsförsamlingarna i Uppsala och Strängnäs stift. 
Det är värt att notera att Stockholms stift är betydligt mindre till sin yta än Stockholms län.
Stockholms stads församlingar hade dock, när de tillhörde ärkestiftet, ett eget konsistorium, det som motsvarar domkapitlen i stiften. Det stod under ledning av kyrkoherden i Storkyrkan, som på grund av detta titulerades pastor primarius. Tidvis tycks konsistoriet även ha omfattat församlingarna på Södertörn, men dessa blev från 1626 åter en del av Strängnäs stift.
Vid inkorporeringarna till Stockholm överflyttades 1914 Brännkyrka församling, 
I Stockholms stads konsistorium var förutom pastor primarius även kyrkoherdarna i övriga Stockholmsförsamlingar assessorer (ledamöter). Kyrkoherdarna i Barnhusförsamlingen och Danviks och Sicklaö församling var dock aldrig ledamöter i konsistoriet. Stockholms stads konsistorium ersattes 1937 av Stockholms domkapitel.

### Biskopen i Stockholms stift
Biskopsämbetet i Stockholms stift inrättades år 1942, i samband med bildandet av stiftet. Sedan 2019 är Andreas Holmberg stiftets nionde biskop. Hans valspråk lyder "Bli kvar i min kärlek". 

### Helgon och saligförklarade
Bland helgon- och saligförklarade, födda eller har verkat i trakterna kring Stockholm finns:
- Sankt Botvid. Hade sin hemort i Botkyrka. Ett av Södermanlands skyddshelgon.
- Erik den helige. Kung av Sverige, ett av Stockholms skyddshelgon.

## Kontrakt
Stiftet har 13 kontrakt enligt följande:
- Domkyrkokontraktet
- Södermalms kontrakt
- Brännkyrka kontrakt
- Birka kontrakt
- Roslags kontrakt
- Värmdö kontrakt
- Södertörns kontrakt
- Östermalms kontrakt
- Enskede kontrakt
- Spånga kontrakt
- Sollentuna kontrakt
- Solna kontrakt
- Huddinge-Botkyrka kontrakt

Hovkleresiet står vid sidan av stifts- och kontraktsorganisationen.

## Bilder från stiftet
Bilder med ett urval av stiftets kyrkor.

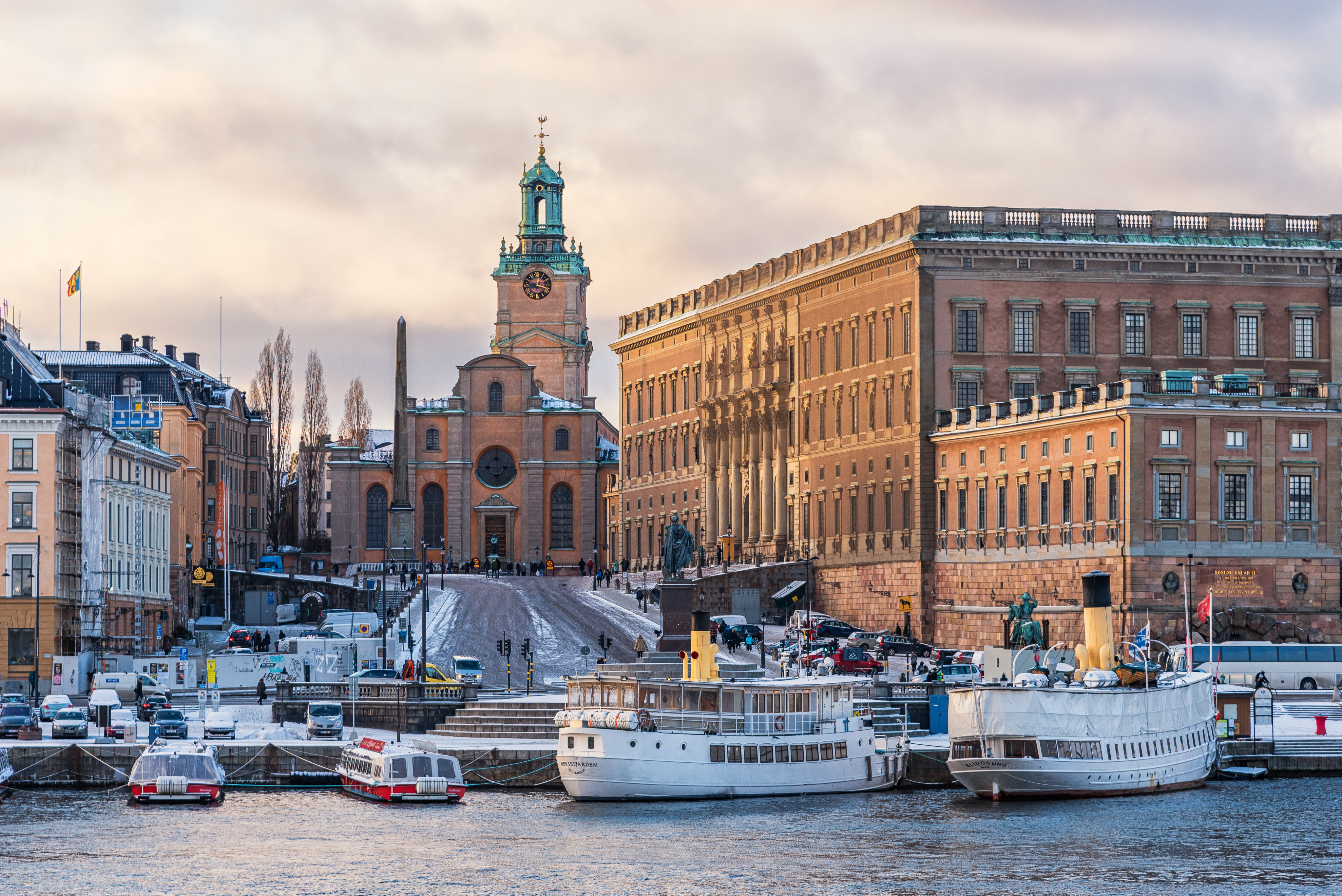
Storkyrkan
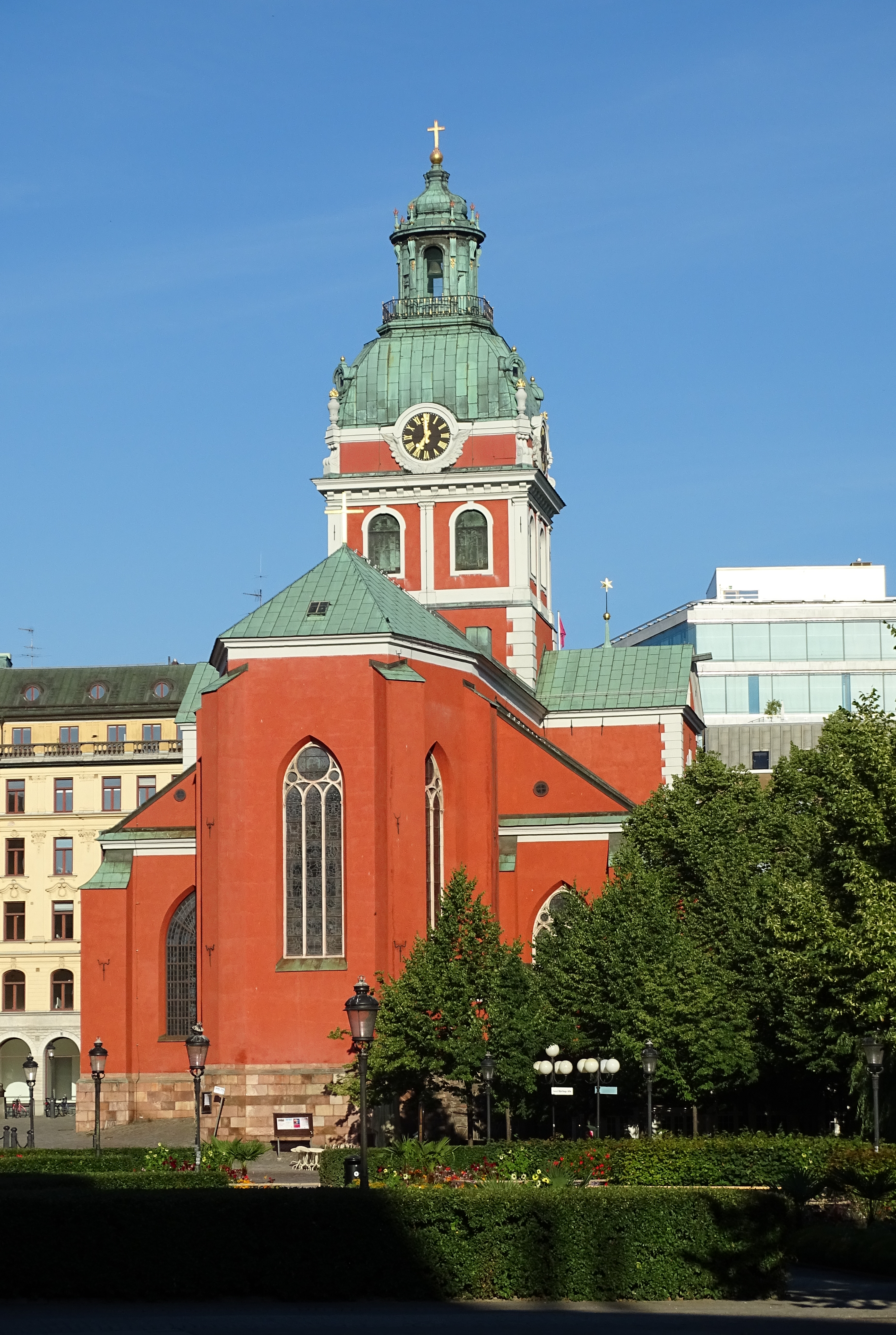
Sankt Jacobs kyrka
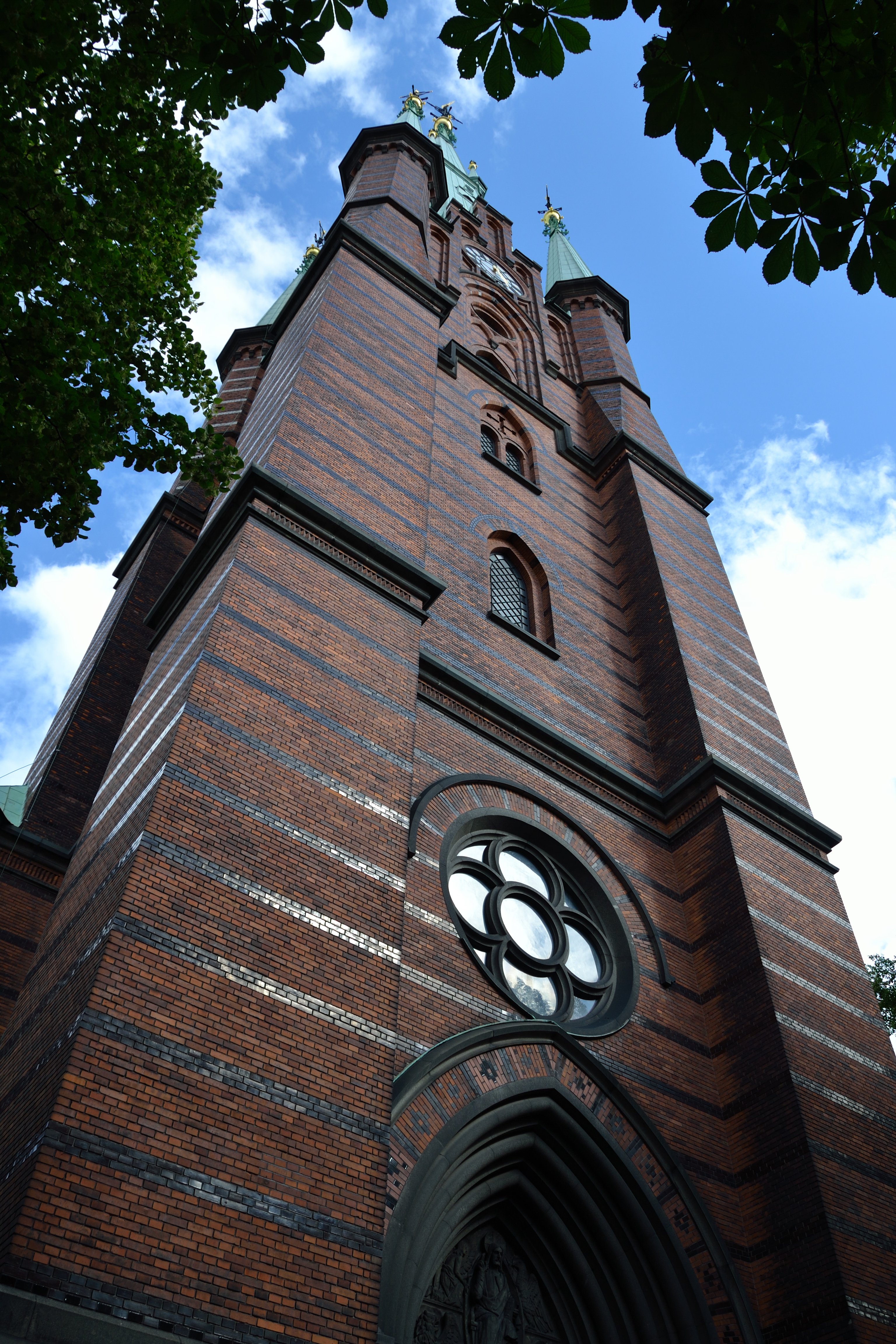
Klara kyrka, Stockholm
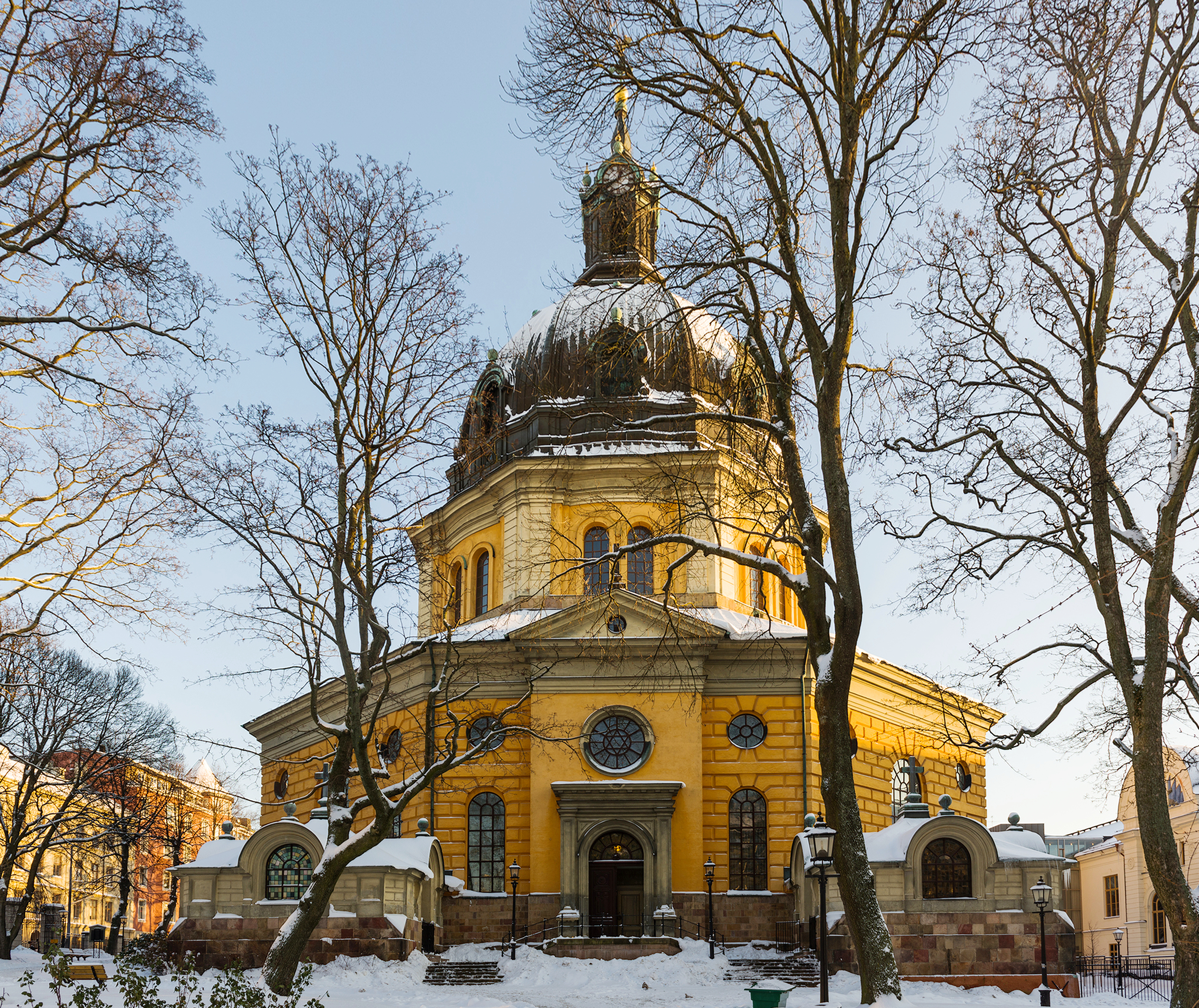
Hedvig Eleonora kyrka, Stockholm